# Iro-un sagi
Iro-un sagi (이로운 사기?), noto anche con il titolo internazionale Delightfully Deceitful, è un drama coreano trasmesso su tvN dal 29 maggio 2023.

## Trama
Lee Reum è una truffatrice dal comportamento totalmente algido, che si ritrova a dover collaborare con Moo-yeong, un avvocato che al contrario è solito prendere a cuore le cause dei propri clienti. La donna ha intenzione di portare avanti un piano davvero ambizioso, per vendicarsi delle persone che in passato l'avevano rovinata.